# Walther Schotte
Friedrich Wilhelm Walther Schotte (häufig auch Walter Schotte geschrieben) (* 3. Oktober 1886 in Berlin; † 22. Februar 1958 in Köln) war ein deutscher Journalist, Historiker und Schriftsteller. Schotte wurde vor allem bekannt als langjähriger Herausgeber der Preußischen Jahrbücher.

## Leben und Wirken

### Herkunft und Ausbildung (1886 bis 1909)
Schotte wurde 1886 als Sohn des Geheimen Regierungsrates Friedrich Schotte und seiner Ehefrau Helene Dato geboren. Er besuchte zunächst die Vorschule und dann von Ostern 1896 an das Askanische Gymnasium in Berlin, das er 1905 mit dem Abitur verließ. Anschließend studierte er vom Sommersemester 1905 bis ins Frühjahr 1910 Geschichte an der Friedrich-Wilhelms-Universität Berlin, unterbrochen von dem Besuch der Universität Heidelberg, wo er das Sommersemester 1906 absolvierte. Dort hörte er unter anderem Vorlesungen bei Wilhelm Dilthey, Jellinek, Otto Hintze und Georg Simmel. Von Januar bis Ende Juni 1906 war Schotte für den Professor Karl Zeumer als wissenschaftlicher Helfer tätig. Von August 1909 bis Februar 1910 arbeitete er dann als wissenschaftlicher Assistent für Dilthey.
Mit Prüfungsdatum zum 24. Februar 1910 promovierte Schotte am 15. Juni 1910 an der Philosophischen Fakultät der Friedrich-Wilhelms-Universität zu Berlin mit einer Arbeit über die „rechtspolitischen Verhältnisse von Fürstentum und Ständen in der Mark Brandenburg unter der Regierung Joachim I.“ zum Dr. phil.
Bis 1916 war er in der Verwaltung des Preußischen Staatsarchivs tätig. Während des Ersten Weltkrieges fiel Schotte erstmals einer breiteren Öffentlichkeit auf, als er als Mitherausgeber von Max Webers Schrift Wahlrecht und Demokratie in Deutschland in Erscheinung trat.

### Publizistische und politische Tätigkeit (1916 bis 1933)
Sein Politikverständnis brachte Schotte einmal auf die Formel „Man ist politisch“, aber man „treibt keine Politik“. Ungeachtet dessen griff er über einen langen Zeitraum äußerst aktiv ins politische Leben ein.
Von 1916 bis 1917 war Schotte der Sekretär von Friedrich Naumann. Anschließend wurde er Herausgeber der Wochenschrift Mitteleuropa. In den Jahren 1917/18 übernahm er die Herausgeberschaft der in Naumanns Verlag „Die Hilfe“ erscheinenden Schriftenreihe „Der Deutsche Volksstaat: Schriften zur inneren Politik“.
1919 kam Schotte in den vorläufigen Hauptvorstand der linksliberalen Deutschen Demokratischen Partei (DDP). Da er in den folgenden Jahren immer weiter nach rechts rückte, wandte er sich jedoch bald von der DDP ab. Bereits im selben Jahr schwebte Schotte der Gedanke vor, die „deutsche Revolution [vom November 1918] in eine nationale Wiedergeburt zu verwandeln“. Praktischen Niederschlag fand dies in seiner Tätigkeit als geschäftsführendes Vorstandsmitglied der reaktionären Großdeutschen Vereinigung e.V. in Berlin, die er zu dieser Zeit begann. Ab 1918 widmete Schotte sich auch der Herausgabe der Zeitschrift Deutsches Volkstum, die ähnlich ausgerichtet war und die er bis 1938 betreuen sollte.
Im Dezember 1919 wurde Schotte als Nachfolger von Hans Delbrück zum Herausgeber der Preußischen Jahrbücher, die er bis 1927 redaktionell betreuen sollte. Unter seiner Ägide rückten die Jahrbücher in den folgenden Jahren politisch zunehmend nach rechts. Der sprachliche Stil der Jahrbücher, die als vielzitiertes Traditionsorgan ein wichtiger Meinungsmacher und Multiplikator waren, blieb unter Schotte unverändert. Stattdessen vollzog sich der Umschwung der Zeitschrift, indem vorwiegend rechtsgerichtete Geschichtsideologen als Mitarbeiter eingestellt wurden, die das Blatt mit neuen Auffassungen füllten, die im alten Sprachduktus verpackt waren. Während der wissenschaftlich-historische Ton der Zeitschrift beibehalten wurde, wurden nun deutlich ideologische Akzente aus dem Arsenal der konservativen Revolution übernommen. Zu den rechtsgerichteten Mitarbeitern, die unter Schotte in die Redaktion der Jahrbücher fanden, zählte beispielsweise der spätere Goebbels-Mitarbeiter Hans Fritzsche. Am Beispiel eines Leitartikels Schottes über die britische Regierung Andrew Bonar Law, der im Jahrbuch vom November 1922 erschien und in dem Lord Derby als „Jünger“ des „Frankfurter Juden“ Lord Northcliffe kritisiert wird, macht Benammi die These glaubwürdig, dass Schottes konservatives Denken unter anderem auch von antisemitischen Denkfiguren durchsetzt und geprägt war.
1924 gründete Schotte zusammen mit Lenore Ripke-Kühn die Zeitschrift Frau und Nation, die bald wieder einging. Am 1. Oktober 1927 übernahm Schotte die Herausgeberschaft für die Halbmonatsschrift Politik und Gesellschaft (beziehungsweise für deren Jahresbände), die er bis 1933 ausübte. Eine Zeitschrift, an der er mitwirkte, war die Weltpolitische Korrespondenz.
In den 1920er Jahren war Schotte maßgeblich am Aufbau der Deutsch-Österreichischen Mittelstelle in Wien beteiligt, einem Propaganda- und Nachrichtenbüro, dem die Aufgabe zufiel die „Wertschätzung alles Deutschen“ in Österreich zu steigern, um so den Boden für einen später angestrebten Anschluss Österreichs an das Deutsche Reich zu bereiten. Dazu sollte vor allem die sogenannte Anschluss-Bewegung gefördert werden.
Mitte der 1920er Jahre war Schotte neben Heinrich von Gleichen Mitgründer des Deutschen Herrenklubs, als dessen Sprachrohr und Ideologe er galt. Zuvor war er bereits Mitglied des Juni-Clubs gewesen. Mit der Zeitschrift Der Ring, dem publizistischen Organ des Herrenklubs, das nach dem Symbol der konservativen Ring-Bewegung benannt war, fand Schotte zudem ein weiteres Ventil zur Propagierung seiner Vorstellung. Das Symbol des Rings hatte er schon seit 1920 in den Preußischen Jahrbüchern zu popularisieren versucht. Über den Herrenklub und andere, ähnlich ausgerichtete Netzwerke knüpfte Schotte Verbindungen zu zahlreichen Vordenkern der Rechten wie dem Jungkonservativen Arthur Moeller van den Bruck und zu konservativen Politikern, unter denen insbesondere der Zentrum-Politiker und spätere Reichskanzler Franz von Papen hervorzuheben ist. Ungeachtet seiner inneren Distanz zur demokratischen Republik unterhielt Schotte aber auch Beziehungen zu Demokraten und „Vernunftrepublikanern“ wie Gustav Stresemann, mit dem er eine halbregelmäßige Korrespondenz pflegte.
Um 1930 wurde Schotte Geschäftsführer der katholischen Aktion zur Bekämpfung des Bolschewismus.
Als Papen 1932 zum Kanzler ernannt wurde, übernahm Schotte die Leitung eines von der Regierung Papen ins Leben gerufenen Büros für Öffentlichkeitsarbeit in Berlin. Außerdem stand er in dem Ruf, der wichtigste Redenschreiber Papens zu sein.

#### Schotte und der „Neue Staat“ (1932/1933)
In der im Mai/Juni 1932 gebildeten Regierung Papen nahm Schotte den Rang eines Ideengebers und Theoretikers ein. Er und Edgar Jung waren zudem die „führende[n] Protagonisten […] im publizistischen Kreis um Papen“ und in dieser Eigenschaft mit der sprachlichen Formulierung des „Programm[s] der Neuen Rechten“ betraut, als deren Propagandist er öffentlich in Erscheinung trat.
In der Forschung finden sich dementsprechend Beschreibungen Schottes als Papens „Chefideologe“, „offiziöser Interpret des Kanzlers“ und sogar als „offizieller Sprecher des Kanzlers“.
In einem im selben Jahr veröffentlichten Buch erklärte er das „System der formalen Demokratie“ für „bankrott“. In einer im Vorfeld der Reichstagswahl vom November veröffentlichten Broschüre, in der er sich bemühte, das Programm der Regierung zur Errichtung eines „Neuen Staates“ zu popularisieren, machte Schotte das Erscheinen des Vielparteiensystems für den desaströsen Kurs der innenpolitischen Entwicklung verantwortlich. Dieses System habe die Bedeutung der Verfassung verfälscht und das Staatsleben praktisch durch den kleinlichen Interessenkonflikt der Parteien ersetzt. Regierungen sollten nach Schottes Vorstellung zukünftig in einer Frontstellung gegen die Parteien gegründet werden. Sie sollten „nicht oberhalb, sondern gegen die Parteien gebildet sein.“ Spätestens nach einer Reihe von Erschöpfungswahlen in schneller Abfolge sollte die Institution des Parlamentes als Kontrollorgan der Regierung, zumindest vorläufig, vollständig ausgeschaltet werden: „Auf die Bestätigung durch Wahlen könnte man – sollte man [dann komplett] verzichten.“ Der durch die Interessen der Parteien und Verbände korrumpierte Staat würde nach Schottes Willen durch den „neuen Staat“ abgelöst werden, der ein „starker Staat sein muss, frei von Interessen, gerecht in sich.“
Aus dieser „Erkenntnis“ folgerte er das Postulat, dass „das Gefühl der Nähe zu den metaphysischen Gewalten […] lebendig sein [müsse] in jenen, die ein Volk zu führen wagen. [Doch] Unsere Parlamentäre spüren nichts von jenen Kräften, die den Blutschlag unseres Volkes regeln.“ Denn aus der Überwindung des „mechanistischen, liberalistischen Denkens eines ganzen Jahrhunderts, zur Überwindung dieses Jahrhunderts selbst.“
In Franz von Papen meinte Schotte 1932 den Mann gefunden zu haben, der erkannt habe, dass „die Wende der Zeit da ist“. Schottes Vision von der „kommenden Oberschicht“ ging von der Auffassung aus, dass der alte Adel sich in ganz Europa als unfähig zur Führung der Massen erwiesen habe. Diese Aufgabe müsse daher eine neuzuschaffende Oberschicht übernehmen, deren Mitglieder in einem langwierigen Prozess zueinanderfinden sollten. In Abgrenzung vom italienischen Modell stellte auch Schotte die Bedeutung einer kommenden Führungsschicht vor jene eines einzelnen Führers: „Das Volk wartet auf den Führer! Wie kindlich und wie töricht! Es wird kein Führertum geben, das sich durchsetzt es sei denn, dass es Grund findet in einer Oberschicht, die den Führer trägt.“
Mit einer neuen Führungsschicht alleine war es für Schotte dabei noch nicht getan: „Das Volk soll nicht erwarten, dass in seinen ureigensten Notwendigkeiten aller Segen nur von Oben kommt. Der neue Staat kann nicht notverordnet werden! Das Volk selbst muss ihn wollen, muss an seinem Werden mitwirken. Ein neuer Staatswille, eine neue Staatsgesinnung, ein neuer Staatsglaube – das sind die unerlässlichen Voraussetzungen des neuen Staates.“
Jacques Delarue sieht Schotte als den Urheber einer von der Regierung Papen im November 1932 angewandten „politischen Taktik“, die die Wahlchancen der Nationalsozialisten „beinahe ruiniert“ habe. In seinem Buch über die Regierung Papen - Schleicher - Gayl habe er die Methoden der Nazipartei so treffend sichtbar gemacht, „dass diese Enthüllung Hitler [bei den Novemberwahlen] zwei Millionen Stimmen gekostet“ habe. Dementsprechend unbeliebt sei er in nationalsozialistischen Kreisen gewesen.

### Leben im Nationalsozialismus (1933 bis 1945)
Nach der Bildung der Regierung Hitler im Frühjahr 1933, an der Papen einen maßgeblichen Anteil hatte, beglückwünschte Schotte Papen zu seinem „gelungenen Manöver“ mit einem Lob für das „seltene diplomatische Geschick“ das Papen dabei angeblich bewiesen habe. Das Kabinett Hitler sah Schotte nur als eine „Zwischenlösung“, die der Stabilisierung der Lage dienen sollte, wenngleich sie die Möglichkeit hätte „fruchtbar zu werden“.
Als Ziel der Regierung Hitler sah Schotte in der möglichst baldigen Neuaufnahme der Papenpolitik: „Wenn auch die Regierung Hitler eine parlamentarische Ministerregierung ist, so hat sie dennoch oder gerade deswegen die Aufgabe den Weg frei zu machen für die Bildung einer echt präsidialen Regierung für die Durchsetzung autoritärer Staatsführung, für die große Reform des Reichsaufbaus und der Verfassung, durch die allein der deutsche Staat gesunden kann.“
Im Juni 1934 war Schotte neben Edgar Jung und einigen anderen an der Abfassung von Papens Marburger Rede beteiligt.
Während der „Röhm-Affäre“ im Frühsommer 1934 wurde das Büro Schottes von Angehörigen der Gestapo besetzt und durchsucht. Schotte selbst wurde verhaftet und kam den Erinnerungen seines Freundes Henry Bernhard zufolge „gerade eben so mit dem Laben davon“. Trotzdem wurde Schotte in der Folgezeit in der ausländischen Presse und Publizistik häufig als Todesopfer der Mordaktion gelistet. Die Falschmeldung seiner Ermordung hat selbst in die wissenschaftliche Literatur Einzug gehalten und ist bis heute als beliebter „Wanderfehler“ immer wieder anzutreffen.

### Nachkriegszeit
Nach dem Ende des Zweiten Weltkriegs lebte Schotte erst in Gütersloh (ab  September 1945), Bonn (ab Oktober 1949), Bad Godesberg (ab Oktober 1951) und dann in Köln.
Schotte starb im Februar 1958 im Krankenhaus der Augustinerinnen an allgemeiner Kachexie. Er wurde am 26. Februar 1958 auf dem Friedhof Köln-Süd in einem Reihengrab beigesetzt.

## Schotte im Urteil von Zeitgenossen und Nachwelt
Lutz Graf Schwerin von Krosigk urteile über Schotte, dass dieser „Papen stark beeinflußte“ und überhaupt: „Durch seine geistreichen Vorträge spielte Dr. Walter Schotte lange Zeit im Herrenklub eine bedeutende Rolle. Den mit einer bedeutenden Intelligenz ausgesttatten Herausgeber der Jahrbücher verführte die Neigung zum Paradoxon oft dazu, Voraussagen über politische Entwicklungen zu machen die der Wirklichkeit in keiner Weise standhielten. Als ich ihm das einmal vorhielt, hörte er dies natürlich nicht gern.“
Fritz Günther von Tschirschky, der von 1933 bis 1934 als der wichtigsten Mitarbeiter Papens in ständigem Kontakt mit Schotte war, und auch zuvor schon als Mitglied der Schlesischen Herrengesellschaft in engem Kontakt mit Schotte gestanden hatte, erinnerte sich später an Schotte als eine der schillerndsten Figuren im politischen Leben der Hauptstadt: Schotte sei ein Mann gewesen, „der alle Gerüchte über Vorgänge auf der politischen Bühne Berlins kannte und ein sehr ausgeprägtes Gefühl für sich anbahnende Entwicklungen“ besessen habe.

## Ehe und Familie
Am 30. Oktober 1947 heiratete Schotte in Gütersloh Maria Schau, verwitwete Zeug (* 21. Januar 1910 in Arnsberg). Mit dieser hatte er die Kinder Margarete (* 1948) und Walther (* 1949) sowie den Stiefsohn Michael Zeug (* 1943 in Arnsberg).

## Schriften
- Das Rechtlich-Politische Verhältnis von Fürstentum und Ständen in der Mark Brandenburg unter der Regierung Joachims I., 1910. (Dissertation)
- Fürstentum und Stände in der Mark Brandenburg unter der Regierung Joachims I., Leipzig 1911. (Für den Handel überarbeitete Version der Dissertation)
- Ostdeutschland, 1919.
- Weg zur Gesetzlichkeit. Die demokratischen Verfassungen der Welt im Vergleich, 1919.
- Die Zukunft der Oberschlesischen Wirtschaft. Eine Kritik der Polnischen Propaganda, 1921. (englische Übersetzung als The Future of Upper Silesian Industry. A Criticism of Polish Propaganda, 1921)
- Kampf! Um Scholle und Eigen. Um Scholle und Eigen, 1924.
- Der neue Staat, Berlin 1932. (Mit einem Vorwort von Franz von Papen)
- Das Kabinett Papen, Schleicher, Gayl, Leipzig 1932.